# Nokia 6103
Il Nokia 6103 è un telefono cellulare prodotto dall'azienda finlandese Nokia e messo in commercio nel 2006.

## Caratteristiche
- Dimensioni: 85 x 45 x 24 mm
- Massa: 97 g
- Risoluzione display interno: 128 x 160 pixel a 65 536 colori
- Risoluzione display esterno: 96 x 65 pixel da 4 096 colori
- Durata batteria in conversazione: 4 ore
- Durata batteria in standby: 350 ore (14 giorni)
- Fotocamera: VGA
- Memoria: 4.4 MB
- Bluetooth, infrarossi e USB

## Kit d'acquisto
- Batteria
- Manuale d'uso
- Caricabatteria da viaggio